# Hyloniscus crassicornis
Hyloniscus crassicornis är en kräftdjursart som beskrevs av Karl Wilhelm Verhoeff1926. Hyloniscus crassicornis ingår i släktet Hyloniscus och familjen Trichoniscidae. Inga underarter finns listade i Catalogue of Life.